# Peter Hoagland
Peter Jackson Hoagland (Omaha, 17 novembre 1941 – Washington, 30 ottobre 2007) è stato un politico statunitense, membro della Camera dei Rappresentanti per lo stato del Nebraska dal 1989 al 1995.

## Biografia
Nato a Omaha, Hoagland studiò all'Università di Stanford, prestò servizio militare nell'esercito durante la guerra del Vietnam e si laureò in giurisprudenza a Yale per poi svolgere la professione di avvocato.
Entrato in politica con il Partito Democratico, nel 1978 fu eletto all'interno dell'Assemblea legislativa del Nebraska, dove rimase per i successivi otto anni.
Nel 1988, al ritiro del deputato repubblicano Hal Daub, Hoagland si candidò per il suo seggio alla Camera dei Rappresentanti e risultò eletto. Negli anni successivi fu riconfermato dagli elettori per altri due mandati, ma nel 1994 venne sconfitto dall'avversario Jon Lynn Christensen e dovette lasciare il Congresso. Nei successivi vent'anni nessun democratico riuscì ad essere eletto alla Camera dallo stato del Nebraska, fino alla vittoria di Brad Ashford nel 2014.
Affetto da una forma precoce della malattia di Parkinson, Peter Hoagland morì a Washington nel 2007, all'età di sessantacinque anni.